# Abu l-Ghazi Khan
Per altres personatges amb el mateix nomm vegeu Abu l-Ghazi Khan (desambiguació)
Abu l-Ghazi Khan fou kan de Bukharà, possible net (segons Vambery) d'Abu l-Faiz Muhammad Khan (+1747). Probablement és el mateix personatge que el suposat kan Xir Ghazi. Hauria estat proclamat el 1758 al pujar al poder Daniyal Biy fill de Khudayar biy, però com a kan cerimonial sense cap poder poder polític. Com que Daniyal sembla que tampoc era un personatge amb massa caràcter, el poder principal va quedar en mans de Dewlet Biy, el visir de Muhammad Rahim.
Izietullah diu que era fill d'Ibrahim Sultan, fill de Rejib Muhammad Khan (un antic enemic dins la família d'Abu l-Faiz Muhammad Khan). Gregorief diu que era fill d'un cosí germà d'Abu l-Faiz; Yefremof diu que era membre de la família dels Khoja (Khwaja) i era un pastor (potser un nòmada?); Malcom diu que el seu pare era Abd al-Rahim Chakbuti ("Vestits Vells" pel seu costum de recollir roba vella que rentava i donava als pobres o de vegades utilitzava per a si mateix.
Abu l-Gazi Khan devia restar al tron encara després de la mort de Daniyal (1785), almenys fins al 1789, any en què apareix la seva darrera moneda. La seva sort no es coneix, però és molt possible que hagués mort de manera natural.
Pels fets del seu regnat vegeu Daniyal Biy i Shah Murad.